# Eifel
Eifel er en lav vulkansk bjergkæde i det vestlige Tyskland. Den ligger i den sydvestlige del af Nordrhein-Westfalen og den nordvestlige del af Rheinland-Pfalz.
Eifel grænser til floden Mosel i syd og til Rhinen i øst. I nord fortsætter kæden som Hautes Fagnes og i vest Ardennerne. Ardennerne og Eifel er egentlig den samme geologiske region og udgør et sammenhængende vulkanfelt.
I tertiærtiden var Eifel et omfattende vulkanområde. Nogle af åsene er vulkanske skorstene, og søerne i området er tidligere vulkankratere. Det sidste udbrud fandt sted år 10.996 f. Kr. 
Det er flere kæder i Eifel: 
- Den nordligste hedder Ahrgebirge og ligger nord for floden Ahr i landkreis Ahrweiler.
- Syd for floden ligger Hohe Eifel med det højeste bjerg i Eifel, Hohe Acht på 747 meter.
- I vest ved den belgiske grænse ligger åsene, som kaldes Schneifel (oprindelig Schnee-Eifel, som betyder «Sne-Eifel»), og som er op mod 698 meter høje.
- Den sydlige halvdel af Eifel er ikke ligeså høj. Den krydses af flere floder, som går fra nord til syd mod Mosel. Den største af disse floder er Kyll, og åsene på begge sider af denne kaldes Kyllwald.
- I syd ender Eifel med Voreifel i nærheden af Mosel.
- Nürburgring, en af de mest kendte motorbaner i verden, ligger i Eifel. Den nordlige sløjfe (Nordschleife) af banen kaldes også «det grønne helvede» (Grüne Hölle), fordi den er en lang, vanskelig og farlig rute gennem den lokale skov.

Siden 2004 har et 110 km² stort område af Eifel været en del af Eifel nationalpark.
En attraktion i området er Eifelakvædukten, en af de længste akvædukter i Romerriget, som bragte vand til byen Köln. 
50°25′02″N 6°48′47″Ø / 50.417106°N 6.813053°Ø